# Desa Arjasari (administrativ by i Indonesien, lat -7,34, long 108,11)
Desa Arjasari är en administrativ by i Indonesien.   Den ligger i provinsen Jawa Barat, i den västra delen av landet, 190 km sydost om huvudstaden Jakarta.